# You Can't Catch Me (Maaya Sakamoto)
You Can't Catch Me è il settimo album studio della cantante giapponese Maaya Sakamoto. La prima tiratura del disco è stata pubblicata con allegato un CD omaggio contenente sette tracce registrate live dal concerto Gift tenuto a Budokan nel marzo 2010. È stato prodotto un video musicale del brano Himitsu per promuovere l'uscita dell'album.

## Tracce
1. Eternal Return - 4:14
2. Himitsu (秘密) - 4:33
3. DOWN TOWN - 3:55
4. Utsukushii Hito (美しい人) - 5:02
5. Kimi no Sei (キミノセイ) - 5:12
6. Zero to Ichi (ゼロとイチ) - 4:42
7. Mizuumi (みずうみ) - 6:08
8. Stand up, girls! - 3:47
9. Mirai Chizu (ミライ地図) - 4:50
10. Moonlight (Mata wa Kimi ga Nemuru Tame no Ongaku) - 4:48
11. Tegami (手紙) - 2:19
12. Topia (トピア) - 5:05

CD bonus
1. Everywhere ~opening~
2. Gift
3. Hemisphere (ヘミソフィア)
4. 0331 medley (featuring Yōko Kanno)
5. I.D.
6. Magic Number (featuring Shōko Suzuki)
7. Everywhere ~piano&vocals~

## Classifiche
| Classifica           | Posizione massima |
| -------------------- | ----------------- |
| Oricon Weekly Albums | 1                 |